# Glapthorn
Glapthorn is een civil parish in het bestuurlijke gebied East Northamptonshire, in het Engelse graafschap Northamptonshire met 271 inwoners.